# Julien Facundo
Pas d'image ? Cliquez ici

a Compétitions nationales et continentales officielles uniquement.

Dernière mise à jour le 8 juin 2017.
Julien Facundo, né le 26 mars 1986, est un joueur de rugby à XV évoluant au poste de pilier.

## Biographie
En 2017, il signe avec l'Union sportive montalbanaise qui évolue en Pro D2.

## Carrière
- 2005-2014 : Lyon olympique universitaire (Pro D2 puis Top 14)
- 2014-2015 : AS Mâcon (Fédérale 1)
- 2015-2017 : US bressane (Fédérale 1)
- 2017-2019 : US Montauban (Pro D2)
- Depuis 2019 : US Carcassonne (Pro D2)

## Palmarès
- Champion de France de Pro D2 : 2011, 2014